# Beaumont (Nouveau-Brunswick)
Pour les articles homonymes, voir Beaumont.
Beaumont est un quartier du village de Memramcook, au Nouveau-Brunswick.

## Histoire
Beaumont est habité au XIXe par les Micmacs. Ceux-ci y avaient bâti quelques villages comprenant des dizaines de maisons. Une réserve indienne a été créée en 1840.

## Culture
La chapelle Sainte-Anne est un site historique provincial.